# Pikes Peak
Pikes Peak è la cima più alta del sud Front Range delle Montagne Rocciose, nel Nord America. Alta 4.302 metri, si trova nella Pike National Forest, 19 chilometri a ovest del centro di Colorado Springs, in Colorado.
La montagna è così chiamata in onore dell'esploratore americano Zebulon Pike, che tuttavia non riuscì a raggiungere la vetta. Essa è la vetta più alta della parte orientale degli Stati Uniti. Ha dato il nome alla corsa all'oro di Pike's Peak, un periodo di ricerca febbrile di giacimenti auriferi ad alcuni chilometri a nord della montagna, compreso tra il luglio del 1858 e il febbraio del 1861, cui pare abbiano partecipato più di 100.000 cercatori.
La cima è nota soprattutto per l'omonima corsa automobilistica che vi si corre.